# Bostrychogyna
Bostrychogyna är ett släkte av fjärilar. Bostrychogyna ingår i familjen tandspinnare.
Kladogram enligt Catalogue of Life:
| Bostrychogyna | \| \| Bostrychogyna argenteopicta \| \| \| \| \| \| Bostrychogyna oneida \| \| \| \| |
|               | \| \| Bostrychogyna argenteopicta \| \| \| \| \| \| Bostrychogyna oneida \| \| \| \| |
|               | Bostrychogyna argenteopicta                                                          |
|               |                                                                                      |
|               | Bostrychogyna oneida                                                                 |
|               |                                                                                      |